# 산카시아노인발디페사
산카시아노인발디페사(이탈리아어: San Casciano in Val di Pesa)는 이탈리아 토스카나주 피렌체현에 있는 코무네다. 피렌체에서 남서쪽 15km 거리에 있다.

## 역사
산카시아노 지역은 몬테피리돌피(Montefiridolfi, 궁수의 무덤)와 발리곤돌리(Valigondoli, 포조 라 크로체[Poggio La Croce]의 발굴지)등의 고고학적 발굴지의 흔적으로 보았을 때, 에트루리아 시대 이후로 인류가 거주했다. 고대 로마 시대의 산카시아노는 플로렌티아에서 10 마일 떨어진 곳에 숙소(만시오가 위치했다. 지명으로서 데시모(Decimo, 라틴어:10)는 피에베 디 산타 세실리아 아 데시모(Pieve di Santa Cecilia a Decimo, 산카시아노 인근의 교구 교회로서 샤를마뉴의 기록에도 언급됨)로서 붙어있었고 주요 로마의 도로(아마도 플로렌티아와 세나 줄리아[Sena Julia]를 연결했을 것이다)에 이정표로 기념되었다.

## 자매 도시
- 미국 모건힐
- 벨기에 니우에르케르컨
- 이스라엘 로쉬피나
- 서사하라 마베스